# Canton de Saint-Raphaël
Le canton de Saint-Raphaël est une division administrative française située dans le département du Var, en région Provence-Alpes-Côte d'Azur.
À la suite du redécoupage cantonal de 2014, les limites territoriales du canton sont remaniées. Le nombre de communes du canton passe d'un à deux.

## Géographie
Ce canton est organisé autour de Saint-Raphaël dans l'arrondissement de Draguignan.

## Histoire
Le canton est créé par décret du 2 août 1973 scindant le canton de Fréjus.
Par décret du 27 février 2014, le nombre de cantons du département est divisé par deux, avec mise en application aux élections départementales de mars 2015. Le canton de Saint-Raphaël est conservé et s'agrandit. Il passe de 1 à 2 communes + une fraction.

## Représentation

### Représentation avant 2015
| Période | Période          | Identité            | Étiquette    | Qualité                                                                                               |
| ------- | ---------------- | ------------------- | ------------ | --- |
| 1973    | 1989 (démission) | René-Georges Laurin | UDR puis RPR | Commissaire-priseur Maire de Saint-Raphaël (1961-1965 et 1977-1992) Député (1958-1967)                |
| 1989    | 1992             | Michel Gaillard     | RPR          | Premier adjoint au maire de Saint-Raphaël                                                             |
| 1992    | 1998             | René-Georges Laurin | RPR          | Député (1958-1967) - Sénateur (1986-2004) Maire de Saint-Raphaël                                      |
| 1998    | 2004             | Georges Ginesta     | RPR          | Ingénieur ETP Maire de Saint-Raphaël (1995-2017) Député (2002-2017) Vice-président du Conseil général |
| 2004    | 2015             | Françoise Dumont    | UMP          | Guide-interprète 1re adjointe au maire de Saint-Raphaël Vice-présidente du Conseil général            |

### Représentation depuis 2015
| Période élective | Période élective | Mandat | Mandat   | Identité         | Nuance | Nuance | Qualité |
| ---------------- | ---------------- | ------ | -------- | ---------------- | ------ | ------ | --- |
| 2015             | 2021             | 2015   | 2021     | Guillaume Decard |        | LR     | Adjoint administratif SDIS du Var Conseiller municipal de Saint-Raphaël                                                               |
| 2015             | 2021             | 2015   | 2021     | Françoise Dumont |        | LR     | Guide-interprète Conseillère municipale de Saint-Raphaël 1ère Vice-présidente du Conseil départemental Sénatrice du Var (depuis 2020) |
| 2021             | 2028             | 2021   | en cours | Guillaume Decard |        | LR     | Conseiller sortant |
| 2021             | 2028             | 2021   | en cours | Françoise Dumont |        | LR     | Conseillère sortante |

### Résultats détaillés

#### Élections de mars 2015
À l'issue du 1er tour des élections départementales de 2015, deux binômes sont en ballottage : Fabien Hurel et Brigitte Lancine (FN, 40,97 %) et Guillaume Decard et Françoise Dumont (Union de la Droite, 39,79 %). Le taux de participation est de 51,13 % (20 522 votants sur 40 134 inscrits) contre 49,77 % au niveau départemental et 50,17 % au niveau national.
Au second tour, Guillaume Decard et Françoise Dumont (Union de la Droite) sont élus avec 57,25 % des suffrages exprimés et un taux de participation de 51,25 % (11 118 voix pour 20 570 votants et 40 134 inscrits).

#### Élections de juin 2021
Le premier tour des élections départementales de 2021 est marqué par un très faible taux de participation (33,26 % au niveau national). Dans le canton de Saint-Raphaël, ce taux de participation est de 36,67 % (15 211 votants sur 41 479 inscrits) contre 33,03 % au niveau départemental. À l'issue de ce premier tour, deux binômes sont en ballottage : Guillaume Decard et Françoise Dumont (LR, 43,24 %) et Carine Leroy et Christopher Pecoul (RN, 40,44 %).
Le second tour des élections est marqué une nouvelle fois par une abstention massive équivalente au premier tour. Les taux de participation sont de 34,36 % au niveau national, 36,4 % dans le département et 41,43 % dans le canton de Saint-Raphaël. Guillaume Decard et Françoise Dumont (LR) sont élus avec 58,06 % des suffrages exprimés (9 530 voix pour 17 188 votants et 41 487 inscrits),,. 

## Composition

### Composition de 1973 à 2015

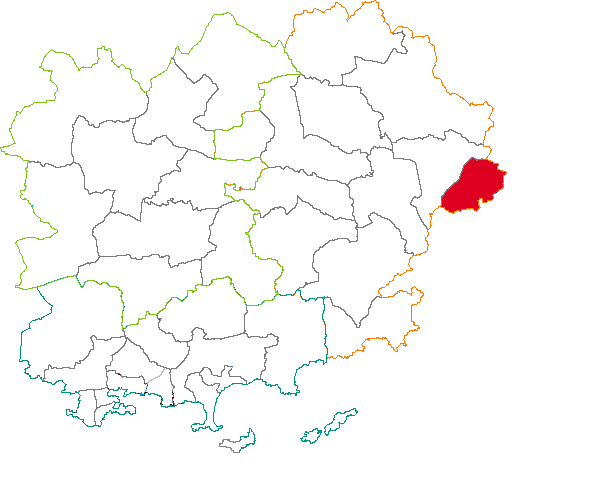
Situation du canton de Saint-Raphaël dans le département du Var avant 2015.

Le canton de Saint-Raphaël regroupait 1 commune.
| Nom                       | Code Insee | Codepostal  | Superficie (km2) | Population (dernière pop. légale) | Densité (hab./km2) |
| ------------------------- | ---------- | ----------- | ---------------- | --------------------------------- | ------------------ |
| Saint-Raphaël (chef-lieu) | 83118      | 83530 83700 | 89,59            | 34 115 (2012)                     | 381                |

### Composition depuis 2015
| Nom                                   | Code Insee | Intercommunalité                     | Superficie (km2) | Population (dernière pop. légale)                | Densité (hab./km2) | Modifier                                    |
| ------------------------------------- | ---------- | ------------------------------------ | ---------------- | ------------------------------------------------ | ------------------ | ------------------------------------------- |
| Saint-Raphaël (bureau centralisateur) | 83118      | CA Estérel Côte d'Azur Agglomération | 89,59            | 36 632 (2022)                                    | 409                | modifier les données · modifier les données |
| Les Adrets-de-l'Estérel               | 83001      | CA Estérel Côte d'Azur Agglomération | 22,26            | 2 780 (2022)                                     | 125                | modifier les données · modifier les données |
| Fréjus                                | 83061      | CA Estérel Côte d'Azur Agglomération | 102,27           | Fraction : 12 425 (2022) Commune : 58 499 (2022) | 572                | modifier les données · modifier les données |
| Canton de Saint-Raphaël               | 8314       |                                      |                  | 51 837 (2022)                                    |                    | modifier les données                        |

Le canton est désormais composé de :
1. deux communes entières,
2. la partie de la commune de Fréjus située au nord d'une ligne définie par l'axe des voies et limites suivantes : depuis la limite territoriale de la commune de Puget-sur-Argens, limite du lieudit Cure-Béasse (exclu), route départementale 4, rue des Combattants-d'Afrique-du-Nord, ligne droite perpendiculaire à l'intersection de l'autoroute A 8, cours du Gonfaron, cours du Reyan, ligne perpendiculaire au cours du Reyan jusqu'au rond-point à l'angle de l'avenue Pierre-Nieto et de la route départementale 37, route départementale 37, demi-échangeur de Fréjus-Est, cours du Reyan, cours du Gargalon, route départementale 637, route de Cannes (route départementale 7), avenue René-Couzinet, allée des Yuccas, ligne droite jusqu'à l'angle de l'allée des Cystes, ligne droite jusqu'à la route départementale 37, route départementale 37, avenue de l'Europe, avenue du Général-Callies, rond-point de Triberg-Claus-Blum, avenue du Général-Callies, rond-point de la Pagode, avenue du Général-Henri-Giraud, rue de la Montagne, rond-point du Docteur-Donnadieu, rue du Docteur-Donnadieu, rond-point, rue Jean-Giono, jusqu'à la limite territoriale de la commune de Saint-Raphaël[2].

## Démographie

### Démographie avant 2015
| 1975   | 1982   | 1990   | 1999   | 2006   | 2011   | 2012   |
| ------ | ------ | ------ | ------ | ------ | ------ | ------ |
| 21 080 | 24 118 | 26 616 | 30 671 | 33 804 | 33 624 | 34 115 |

### Démographie depuis 2015
En 2022, le canton comptait 51 837 habitants, en évolution de +6,33 % par rapport à 2016 (Var : +4,98 %, France hors Mayotte : +2,11 %).
| 2013   | 2018   | 2022   |
| ------ | ------ | ------ |
| 47 554 | 49 932 | 51 837 |